# Sadat (città)
Sadat è una suddivisione dell'India, classificata come nagar panchayat, di 10.342 abitanti, situata nel distretto di Ghazipur, nello stato federato dell'Uttar Pradesh. 